# Scudo di Stabio

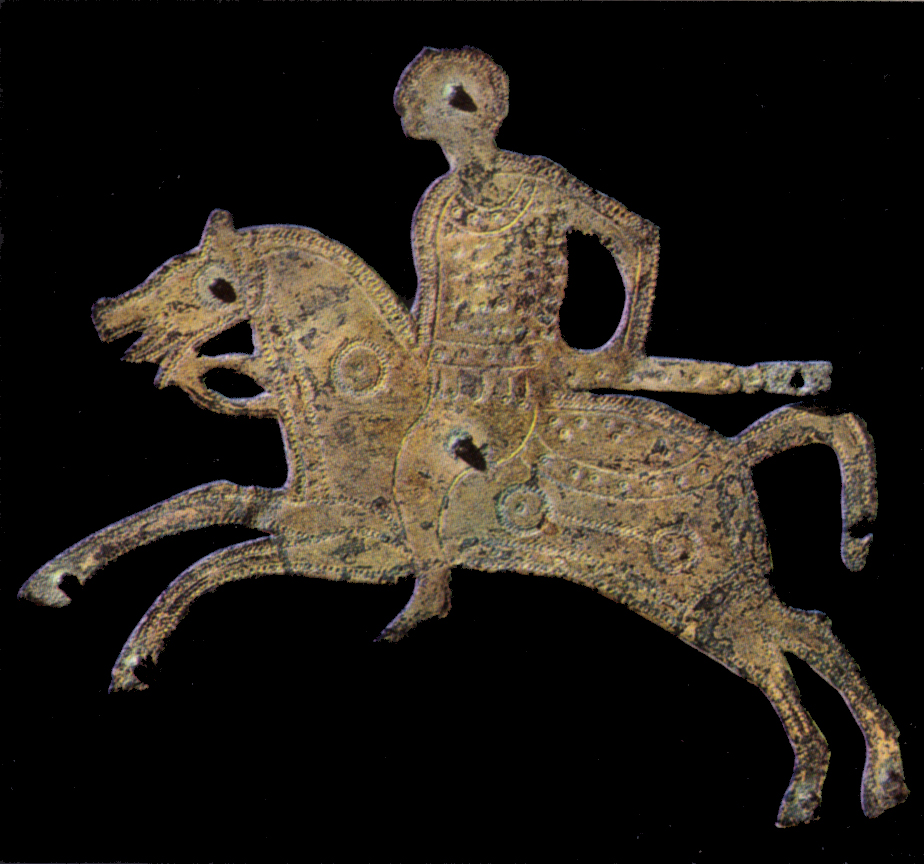
Cavaliere. Lastrina dello Scudo di Stabio (Berna, Historisches Museum)

Il cane volto all'indietro. Lastrina dello Scudo di Stabio (Berna, Historisches Museum)

Lo Scudo di Stabio è un reperto di origine longobarda risalente al VII secolo. Esso è stato rinvenuto nel comune svizzero di Stabio nel Canton Ticino accanto alla chiesa dei Santi Pietro e Lucia nella frazione di San Pietro. Lo scudo è oggi conservato all'Historisches Museum di Berna, un cavaliere al Museo del Bargello di Firenze e un cane al Museo civico di Bellinzona.

## Storia e descrizione
L'opera fu disseppelita nella necropoli longobarda del comune di Stabio nel 1837. La tomba 1, scavata con un metodo non scientifico, fruttò la struttura e decorazione metallica di uno scudo già in legno, una crocetta in oro, una spada, una lancia e un contenitore di bronzo, posto ai piedi del deceduto. 
La maggior parte delle figurine dello scudo pervenne al Museo storico di Berna, tranne almeno due, sottratte in maniera non del tutto chiara e immesse nel mercato antiquario. Una finì al museo di Bellinzona (un cane) e un'altra in collezione Carrand, che fu donata poi al Museo del Bargello di Firenze (un cavaliere).

## Descrizione e stile
Lo scudo era puramente ornamentale (da "parata") e apparteneva sicuramente ad un uomo d'alto rango, che voleva evidenziare il suo prestigio ostentando il suo scudo.
Originariamente doveva avere una forma circolare, ed era probabilmente coperto in pelle fermata alla struttura lignea con chiodi e borchie che si inserivano nella decorazione figurata. Questa era composta da una serie di lastrine in bronzo dorato, fuse e sbalzate, che dovevano decorare il bordo esterno.
In tutto al museo di Berna sono oggi conservati:
1. Un cavaliere che cavalca verso sinistra, con l'animale rampante;
2. Un cane in corsa che guarda dietro di sé;
3. Un albero della vita stilizzato;
4. Un kantharos stilizzato;
5. Tre lancette (in origine forse quattro), con un profilo mistilineo a palmetta;
6. Una borchia centrale;
7. Tre bottoni (in origine forse quattro), probabilmente montati a croce attorno alla borchia centrale;
8. Sette rivetti decorativi (in origine probabilmente otto).

A Firenze si conserva un cavaliere simmetrico, mentre a Bellinzona un cane girato in maniera speculare.
L'importanza delle lastrine figurate è anche legata al fatto di essere tra gli esempi più antichi conosciuti di evoluzione delle arcaiche forme astratte barbariche in qualcosa di figurato, risentendoo quindi degli influssi artistici mediterrenaei, testimoniati da animali come il cane. Malgrado l'influsso della sfera artistica mediterranea, certi elementi dello scudo rievocano caratteristiche totemiche care alla tradizione germanica.
I cavalieri sono armati di sola lancia e sprovvisti d'armi di difesa, e sembrano compiere una pacifica azione di caccia assieme ai cani volti all'indietro: una scena che sembra testimoniare una presa di distanza dalle antiche usanze "barbariche", nelle quali la caccia era solo un mero strumento di sopravvivenza, e un avvicinamento ai valori cristiani (e quindi romano-mediterranei), ai quali i Longobardi si erano da poco convertiti.